# Cryptus leechi
Cryptus leechi är en stekelart som beskrevs av Mason 1968. Cryptus leechi ingår i släktet Cryptus och familjen brokparasitsteklar. Inga underarter finns listade i Catalogue of Life.

## Bildgalleri

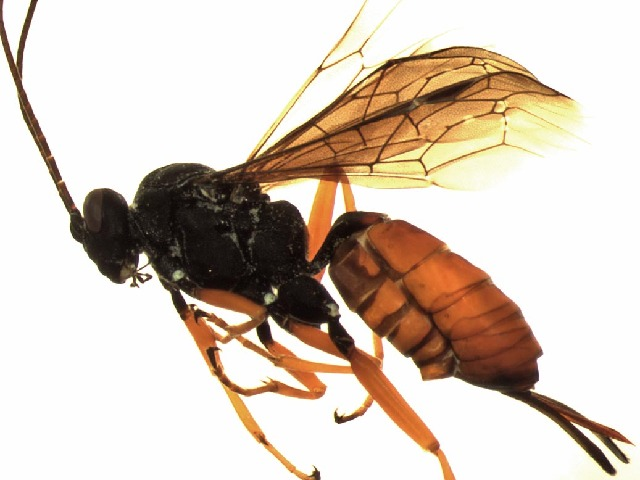